# 루트 베이티아
루트 베이티아 빌라(스페인어: Ruth Beitia Vila, 스페인어 발음: [rut ˈβejtja], 1979년 4월 1일~)는 스페인의 전직 육상 선수로 주 종목은 높이뛰기이다. 올림픽 여자 높이뛰기 종목에서 금메달 1개(2016), 동메달 1개(2012)을 획득했으며 세계 육상 선수권 대회에서 은메달 1개(2013)를 획득했다.